# Hector Riviérez
Hector Joseph Riviérez (ur. 19 marca 1913 w Kajennie, zm. 26 maja 2003 w Paryżu) – francuski polityk, prawnik i urzędnik państwowy związany z Gujaną Francuską i Republiką Środkowoafrykańską, senator i deputowany krajowy, poseł do Parlamentu Europejskiego I kadencji.

## Życiorys
Syn Alberta Riviéreza i Marguerite Chaumet, spotykał się z dyskryminacją ze względu na czarny kolor skóry. Ukończył studia prawnicze na Uniwersytecie Paryskim, specjalizując się w prawie rzymskim i cywilnym. Następnie praktykował jako adwokat przy sądzie apelacyjnym w Paryżu, kierował m.in. zrzeszeniem młodych prawników przy tym sądzie. W 1952 i 1958 wybierany do Senatu z ramienia Niezależnych Republikanów, reprezentował Ubangi-Szari. W latach 1958–1959 oddelegowany do Parlamentu Europejskiego, od 1957 do 1958 kierował zgromadzeniem parlamentarym Ubangi-Szari (następnie Republiki Środkowoafrykańskiej). Zrezygnował z mandatu senatora w 1959 wkrótce po wyborze Davida Dacko na prezydenta Republiki Środkowoafrykańskiej. W 1959 został doradcą prezesa sądu arbitrażowego dla Wspólnoty Francuskiej. Po jego likwidacji praktykował jako prawnik przy sądach apelacyjnych w Dijon i Bourges. W 1963 oddelegowany do ministerstwa ds. kooperacji, a od 1963 do 1964 kierował sądem najwyższym dla Republiki Środkowoafrykańskiej. W 1964 został doradcą w Sądzie Kasacyjym, kierował również krajową radą ds. adopcji.
Od lat 60. należał do Unii na rzecz Nowej Republiki, Unii Demokratów na rzecz Republiki i Zgromadzenia na rzecz Republiki.
W latach 1967–1981 należał do Zgromadzenia Narodowego (jako reprezentant Gujany Francuskiej), był również członkiem Zgromadzenia Ogólnego Organizacji Narodów Zjednoczonych (1958, 1973–1976) oraz rady regionalnej Gujany Francuskiej (od 1977). W latach 1973–1979 ponownie oddelegowany do Europarlamentu, powrócił do niego w 1983 w miejsce Magdeleine Anglade. Przystąpił do Europejskich Progresywnych Demokratów.
Od 1934 był żonaty z Violette Barbaut, zajmującą się tłumaczeniami dzieł o antropozofii. Mieli jedną córkę.

## Odznaczenia
Odznaczony m.in. Legią Honorową (Kawaler 1962, Oficer 1983, Komandor 1995) i Orderem Narodowym Zasługi (Oficer 1966, Komandor 1970). Otrzymał również Krzyże Komandorskie Orderu Narodowego Zasługi Dahomeju (1965), Orderu Narodowego Senegalu (1970) i rwandyjskiego Orderu Tysiąca Wzgórz (1989).